# Atlantea cryptadia
Atlantea cryptadia is een vlinder uit de familie Nymphalidae. De wetenschappelijke naam van de soort is voor het eerst geldig gepubliceerd in 1980 door Sommer & Schwartz.